# Амагу
Амагу (арм. Ամաղու) — село в Вайоцдзорской области Армении.

## География
Село расположено в юго-западной части марза, на левом берегу реки Гнишик, к востоку от автодороги , на расстоянии 12 километров к юго-востоку от села Арени. Абсолютная высота — 1660 метров над уровнем моря.
Климат
Климат характеризуется как умеренно холодный, влажный (Dfa в классификации климатов Кёппена).

## Население
| Год переписи | Население          | Население          | Население          | Население            | Население            | Население            |
| Год переписи | Наличное население | Наличное население | Наличное население | Постоянное население | Постоянное население | Постоянное население |
| Год переписи | Всего              | Мужчины            | Женщины            | Всего                | Мужчины              | Женщины              |
| ------------ | ------------------ | ------------------ | ------------------ | -------------------- | -------------------- | -------------------- |
| 2001         | 0                  | 0                  | 0                  | 0                    | 0                    | 0                    |
| 2011         | 0                  | 0                  | 0                  | 0                    | 0                    | 0                    |

| Год  | Численность | Численность |
| ---- | ----------- | ----------- |
| 1873 | 198         | [ 8 ]       |
| 1908 | 350         | [ 8 ]       |
| 1931 | 131         | [ 8 ]       |
| 1959 | 385         | [ 8 ]       |
| 1970 | 526         | [ 8 ]       |
| 1979 | 491         | [ 8 ]       |
| 2011 | 0           |             |

## Достопримечательности
К востоку от села расположен монастырский комплекс Нораванк.